# 아부 마흐디 알무한디스
아부 마흐디 알무한디스(아랍어: أبو مهدي المهندس)로 잘 알려진 자말 자파르 무함마드 알리 알 이브라힘(아랍어: جمال جعفر محمد علي آل إبراهيم)은 이라크 인민동원군의 사령관으로 ISIL과 맞서 싸우는 데 기여했다. 그가 지휘하는 조직은 이란 쿠드스군과 밀접한 연관을 지니고 있을 것이라고 보고된 바 있다. 그는 카타이브 헤즈볼라의 옛 사령관이었고, 이슬람 혁명수비대에서 근무한 적도 있다.

## 생애
아부 마흐디 알무한디스는 이라크 바스라에서 1954년 태어났다. 1977년 그는 공학을 공부한 후 이슬람 다와당에서 가입했다. 사담 후세인이 다와 당의 활동을 금지하자 그는 이란의 아흐야즈로 도망쳤고, 이란인들은 이곳에서 이라크 난민들을 훈련시키기 위해 캠프를 설치했다. 그는 1983년 쿠웨이트 폭탄 테러를 저지른 인물 중 한 명으로 고소되었다.  2003년 사담 후세인이 몰락한 이후 그는 이라크로 돌아왔고 이브라힘 알자파리의 보안 자문관으로 활약했다. 2005년 그는 바빌 주의 대표의원으로 선출되었다. 미군이 그의 과거를 공개하자 그는 이란으로 다시 도망쳤고, 미군의 철수 이후 다시 귀국했다. 그는 2014년 이라크에서 인민동원군의 부사령관이 되었다. 2020년,  미군의 바그다드 공항 폭격으로 사망했다.